# Arrondissement de Cerca La Source
Arrondissement de Cerca La Source (franska: Cerca La Source) är ett arrondissement i Haiti.   Det ligger i departementet Centre, i den östra delen av landet, 90 km nordost om huvudstaden Port-au-Prince. Antalet invånare är 82 827. Arean är 607 kvadratkilometer.
Terrängen i Arrondissement de Cerca La Source är kuperad åt nordost, men åt sydväst är den platt.